# Pla Jaussely
El Pla Jaussely fou un projecte d'adaptació del planejament urbanístic de Barcelona definit al Pla Cerdà per tal d'encaixar la trama de l'Eixample de Barcelona amb els traçats originals de les vil·les que envoltaven la ciutat de Barcelona. Va ser la proposta de Léon Jaussely la guanyadora del concurs que l'Ajuntament de Barcelona va fer el 1903. El resultat final del pla va ser lliurat per Jaussely el 1907.

## Antecedents
El Pla Cerdà aprovat el 1859 dibuixava l'"Eixample il·limitat" comptant amb la facilitat topogràfica del pla de Barcelona, si bé no preveia com enllaçaria la trama ortogonal amb els carrers de les vil·les que envoltaven Barcelona i que responien a un disseny condicionat pels camins i amb creixement bàsicament anular.
El desenvolupament de l'Eixample obligava a fer ajustos en la unió de la seva trama homogènia amb els vells nuclis urbans i requeria una actuació coordinada entre aquests municipis del pla en qüestions fiscals i de planejament. El 1897 es produeix la seva agregració en una "gran Barcelona", cosa que comportaria l'extensió progressiva de les infraestructures i dels serveis (transport, electricitat, gas) des del centre cap a la perifèria.
Aquest instrument de planejament va arribar al seu límit a finals del segle xix a conseqüència de dos fenòmens paral·lels: la formació d'una consciència reformista pel que fa a l'impacte del desenvolupament industrial sobre les condicions d'habitabilitat de la ciutat i la consolidació progressiva del catalanisme polític entre la burgesia industrial, que troba en el modernisme la seva principal expressió artística i intel·lectual.
En aquest sentit, Puig i Cadafalch, un dels majors detractors de Cerdà, manifestava a La Veu de Catalunya com l'homogeneïtat igualitària de la trama de Cerdà entrava en contradicció amb la voluntat de dotar certs espais o institucions de la ciutat d'una representativitat especial. La ciutat començava a aspirar a una capitalitat que no havia tingut en segles, i això imposa un nou urbanisme i una nova arquitectura. París era el referent més immediat pel que feia a l'ordenació monumental o institucional desitjada i les noves teories urbanístiques europees sobre la segregació d'usos (indústria, comerç/serveis, lleure i residència) oferien solucions a la compatibilitat de la ciutat amb la indústria.

## El concurs
L'Ajuntament de Barcelona va convocar el 9 de juliol del 1903 el "Concurso Internacional sobre anteproyectos de enlace de la zona de Ensanche de Barcelona y los pueblos agregados entre sí y con el resto del término municipal de Sarriá y de Horta". El jurat comptava entre els seus membres a Josep Puig i Cadafalch i Francesc Cambó.
Entre els cinc projectes presentats, el guanyador va ser el del francès Léon Jaussely que tenia unes característiques policèntriques, mas pròpies de l'estil Haussmann, que de la linealitat de Cerdà. Era part del triomf dels detractors de l'enginyer.
El projecte va ser aprovat el 1907 després d'haver estat ajustat pels tècnics municipals. Amb tot, la seva implantació no es va produir formalment, sinó que va anar desenvolupant-se en diferents plans parcials al llarg del segle xx. El primer i el que es pot considerar que recollia la millor adaptació del projecte de Jaussely, va ser l'aprovat el 25 d'octubre de 1917, el "Pla General d'Urbanització de Barcelona".

## El projecte
La proposta no era un conjunt de normes fixant criteris urbanístics, sinó uns traçats viaris específics amb espais representatius, parcs i equipaments públics, així com una proposta de densitat de població diversa, qüestionant una de les propostes centrals del Pla Cerdà. Per contra, el projecte coincidia amb Cerdà en la centralitat de la plaça de les Glòries Catalanes.
Els seus 29 planells manifestaven la influència de l'Ecole de les Beaux-Arts de París: eixos principals amb acabaments visuals, simetria, generació de perspectives i tot un conjunt de tècniques pròpies del monumentalisme. El pla abastava una escala metropolitana de la ciutat amb una zonificació que delimitava àrees de residència, comerç o indústria.
El pla, en el seu intent de racionalitzar el creixement barceloní, preveia actuacions en espais no urbanitzats. D'altra banda, es començava a configurar una realitat de “tipus de ciutat” diferenciada segons el nivell social. Mentre Sarrià, Sant Gervasi i Horta tenien una finalitat d'esbarjo, Sant Andreu i Sants aglutinaven fàbriques i classes obreres, mentre Gràcia mantenia un caràcter menestral. El pla configurava una visió de conjunt entre totes aquestes realitats i un creixement més o menys homogeni de l'eixample durant el modernisme i el noucentisme.
Però el projecte no es va tirar endavant de forma immediata per dos motius: la dificultat financera municipal, la contradicció de crear una edificació monumentalista i luxosa en barris obrers. Altra dificultat que només el temps podia arreglar, era l'allunyament del nou centre urbà ubicat, segons la proposta, a la plaça de les Glòries.